# Tinghszi
Tinghszi (egyszerűsített kínai írással: 定西市, pinjin: Dìngxī) prefektúra szintű város Kínában, Kanszu tartományban. Lakosainak száma 2 524 097 fő (2020).

## Népesség
| 2010 | 2 698 624 |
| 2020 | 2 524 097 |

## Közlekedés

### Vasút
A városon halad keresztül a Lienjünkang–Lancsou-vasútvonal.